# Adriaan Bruggeman

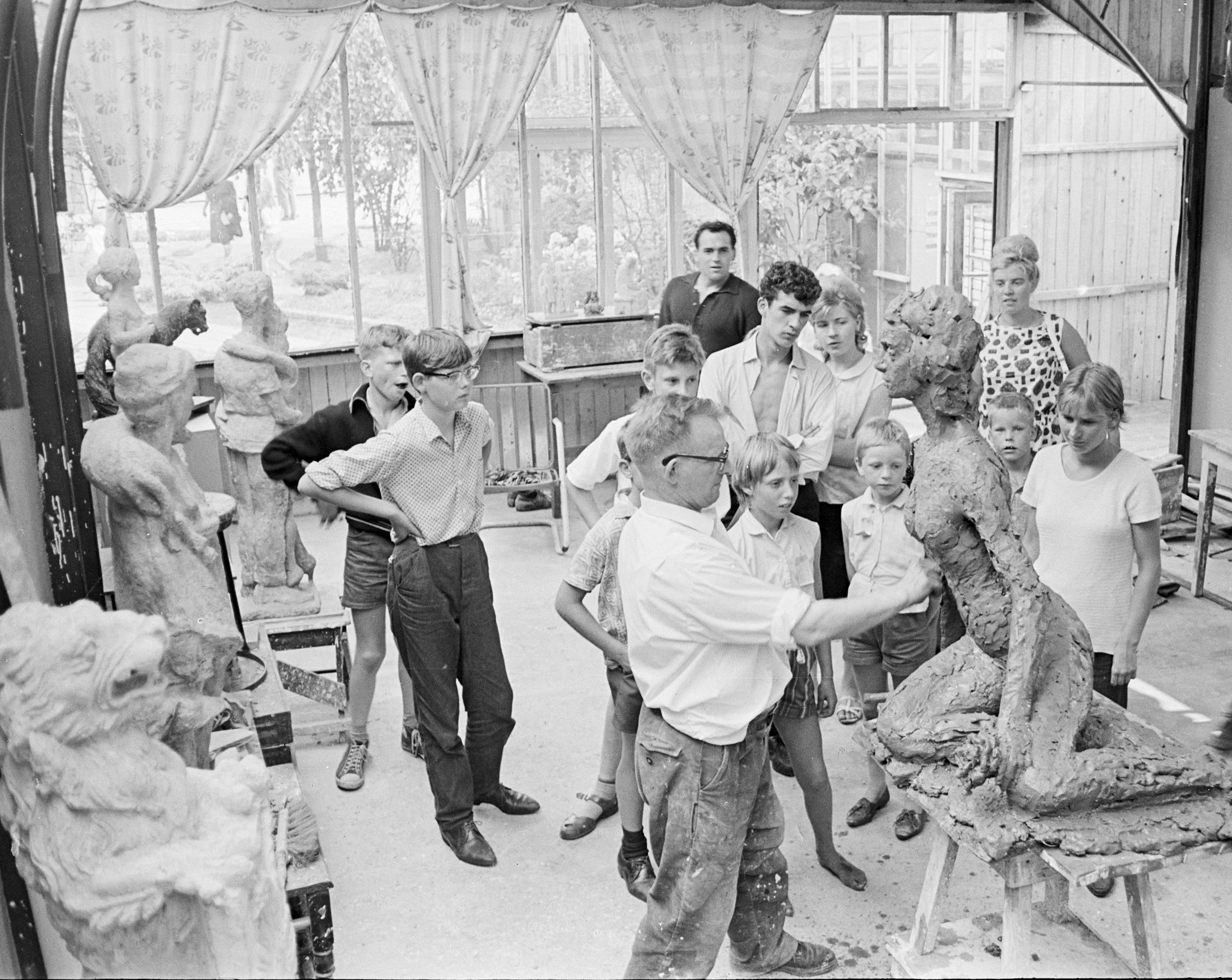
Bruggeman ontvangt bezoekers in zijn atelier op de Linnaeushof (1964)

Adrianus Martinus (Adriaan) Bruggeman (Den Haag, 6 april 1913 – ?, 12 november 1995) was een Nederlands beeldhouwer en schilder.

## Leven en werk
Adriaan Bruggeman was een zoon van schoenmaker Lucas Bruggeman en Alida Maria van Blitterswijk. Hij groeide op in Delft en legde al jong de klanten van zijn vader op papier vast. Hij kreeg les van de Delftse bloemenschilder Lena ten Bosch en bezocht de Haagse Academie van Beeldende Kunsten. Na de academie werkte hij enige tijd aan de restauratie van de Oude en Nieuwe Kerk in Delft, waarvoor hij pinakels maakte. Hij was elf jaar lang assistent van de beeldhouwer Albert Termote in Voorburg en werkte als zodanig mee aan Termotes ruiterstandbeeld van Karel de Grote voor Nijmegen. In 1962 maakte hij kraagstenen voor de toren van de Sint-Eusebiuskerk in Arnhem, waaronder een viertal evangelistensymbolen. Na zijn tijd bij Termote, vestigde Bruggeman zich als zelfstandig beeldhouwer in Den Haag. Hij maakte figuratieve beelden, veelal mensfiguren, op de grens van klassiek en modern.
Bruggeman werd lid van de in 1963 door Agnes Berck opgerichte Haagse beeldhouwersvereniging Caroluskring en exposeerde datzelfde jaar met de kringleden, onder wie Marian Gobius, Maja van Hall en Pim van Moorsel, op de Linnaeushof in Bennebroek. Er werd voor Bruggeman een atelier ingericht, waar bezoekers hem aan het werk konden zien. Ook in de jaren na de expositie werkte hij in het atelier op de Linneaushof, dat 's zomers werd opengesteld voor publiek. Hij sloot zich aan bij de Zuid-Hollandse Beeldhouwers en de Culturele Raad Zuid-Holland afd. Den Haag. Begin jaren 70 verhuisde hij met zijn gezin naar Pijnacker, waar hij zijn werkplaats inrichtte in een voormalige landbouwschuur.
Adriaan Bruggeman overleed op 82-jarige leeftijd en werd begraven op de RK-begraafplaats H. Joannes de Dooper in Pijnacker.

## Enkele werken
- 1962 zestien kraagstenen voor de tweede geleding van de Eusebiustoren, Arnhem.
- 1967 Zijn droom (jongen op dolfijn), Ambachtstraat, Krimpen aan den IJssel.
- 1968 reliëf moeder met kinderen, Acacialaan, Pijnacker.
- 1968 Knotwilg, Meidoornlaan/Wilgenhof, Pijnacker.
- 1973 De dolfijnen, Nobellaan/Troelstralaan, Pijnacker.
- 1975 Turner, Zuideindseweg, Delfgauw.
- 1976 De rups, Bremlaan/Ligustrumlaan, Pijnacker.
- 1978 Kinderen met uil, De Oude Bleijk, Leidschendam.
- 1984 Oorlogsmonument, Emmapark, Pijnacker.
- 1987 Nymphea Hempenius, Acaciahof, Pijnacker.
- De herder en De kus in het gemeentehuis van Waddinxveen.

## Fotogalerij

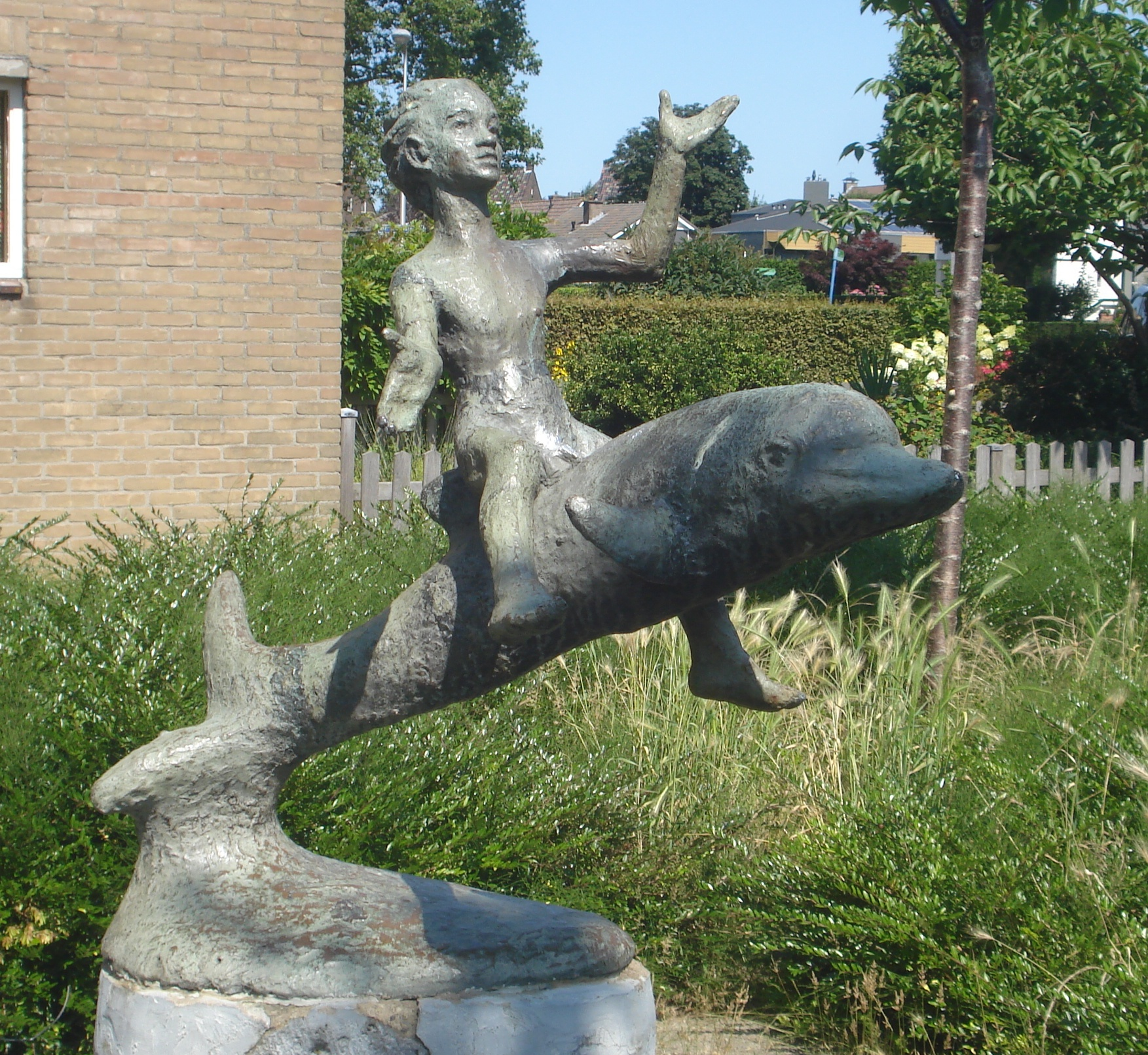
Zijn droom (1967)
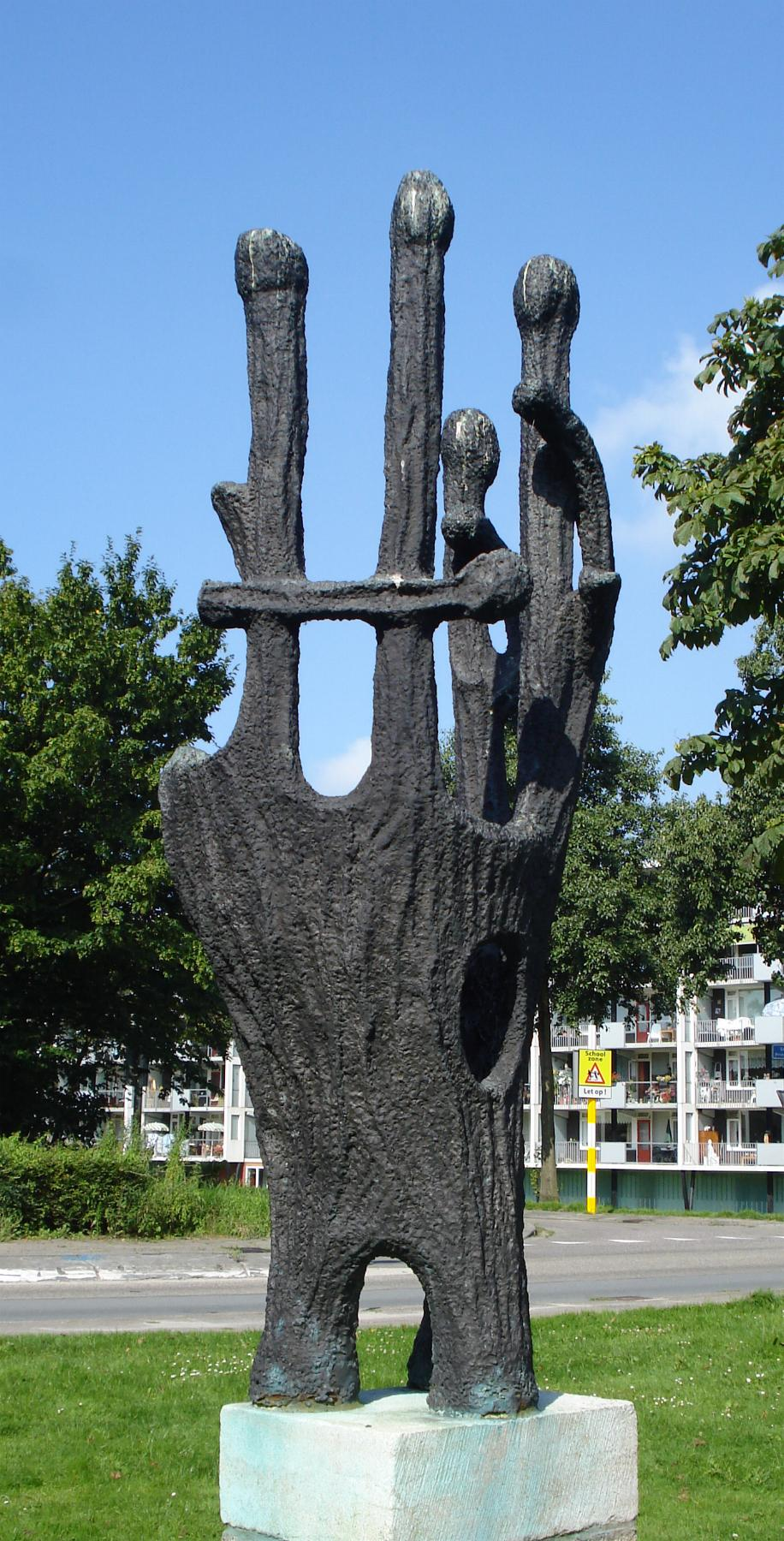
Knotwilg (1968)
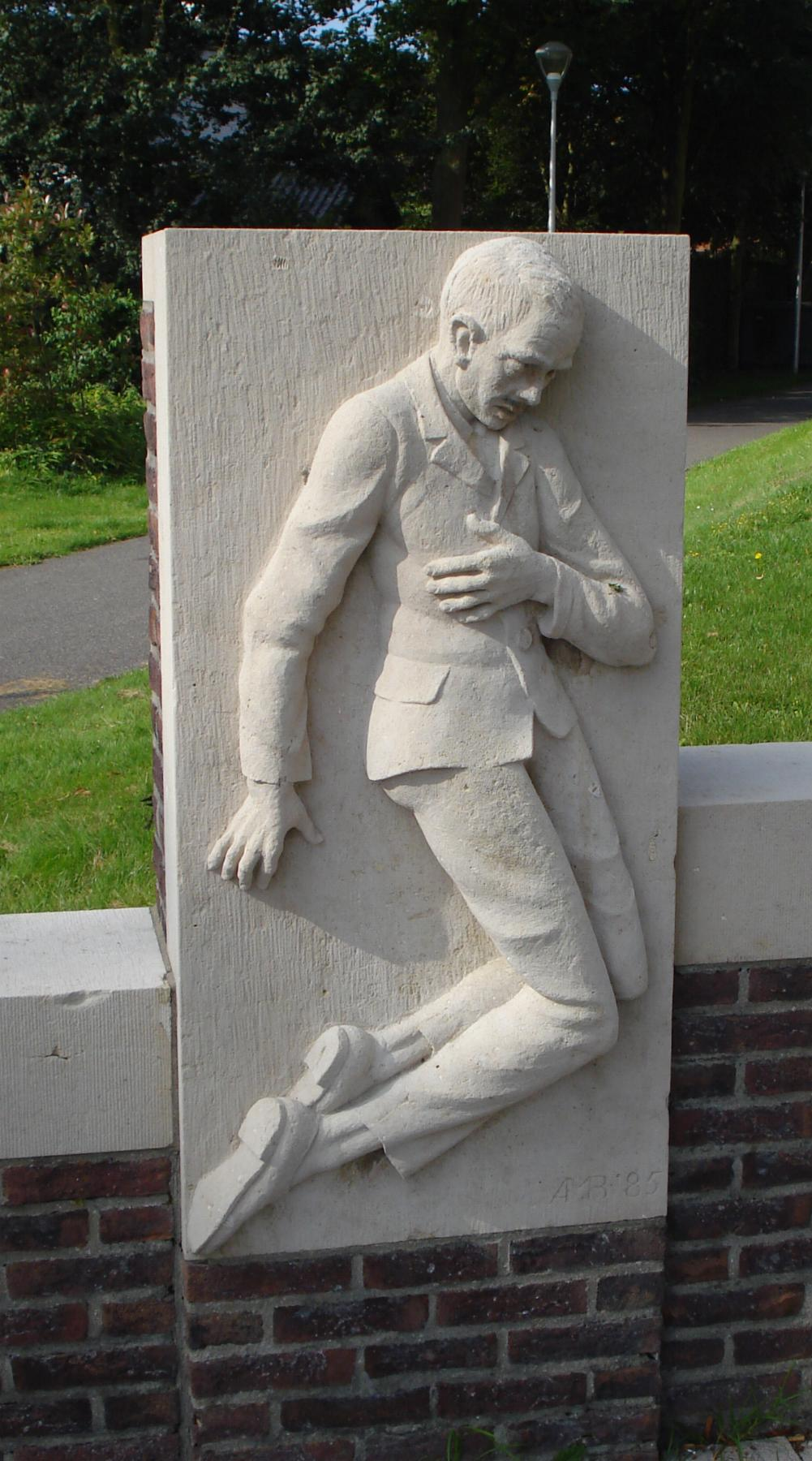
Detail oorlogsmonument (1984)
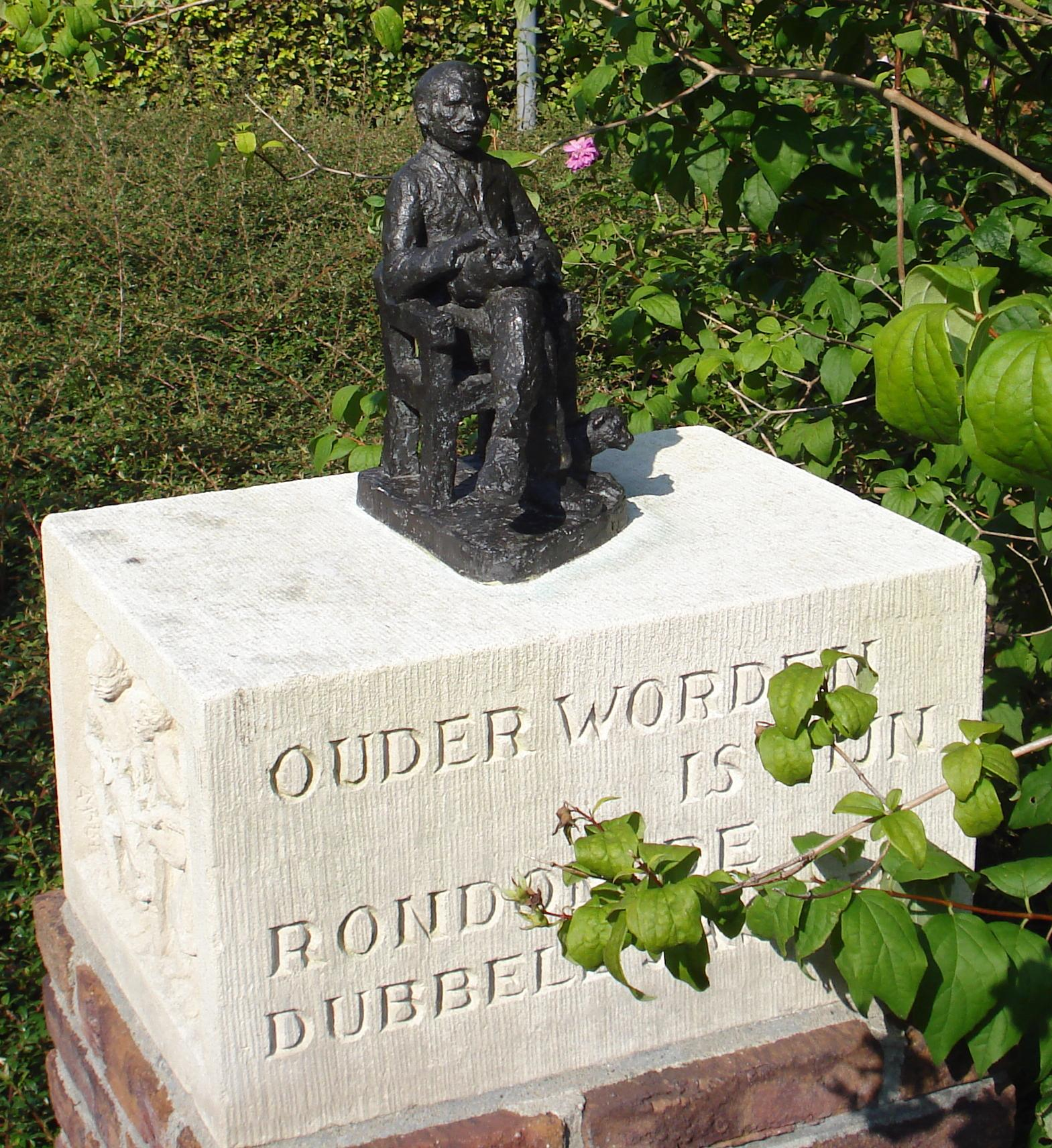
Nymphea Hempenius (1987)

- Biografisch Portaal: 49404765
- RKD-Nederlands Instituut voor Kunstgeschiedenis: 13313